# Štefan Sijarto
Štefan (Števan) Sijarto (mađ.: Szijjártó István (Večeslavci, o. 1765. – Domanjševci, 10. rujna, 1833.) slovenski evangelički pisac u Mađarskoj.
Rođen u Prekmurju (danas Slovenija) uz štajersku granicu, njegov otac je bio seljak, Ivan Sijarto. Pohađao školu u Čobi (Nemescsó), gimnaziju u Šopronu od 1783. godine. Isprva je radio u mjestu Križevci (Tótkeresztúr), 1787. – 1806. godine u Puconcima (Pucinc/Battyánd), te na kraju u Domanjševcima.
1796. godine pisao djelo evangeličke pjesmarice Mrtvecsne Peszmi (Pogrebne pjesme).

## Djela
- Mrtvecsne Peszmi, stere szo szti sztári piszm vküp pobráne, pobougsane, ino, na haszek szlovenszkoga národa zdaj oprvics Na szvetloszt dáne, po S. S. P. S. Stampane v Szombotheli, Pri Sziesz Antoni vu Leti 1796.
- Molitvi na sztári szlovenszki jezik obrnyene, ino na haszek szlovenszkoga národa vö dáne po Szijarto Stevani püczonszkom solszkim vucsiteli. Stampane v-Soproni, pri Siesz Anni Klári vu leti 1797.
- Sztarisinsztvo, i zvacsinsztvo, szem szpodobnimi prilikami za volo, szvádbeni mladénczov. S. L. D. V-Soproni, szpiszkimi Sziesz Antona vu leti 1807.
- Sztarisinsztvo i zvacsinsztvo vödáno po Udvary Ferenczi kermedinszkom knigovezári. Na lasztivnom sztroski. V-Szombatheli z-piszkmi Bertalanffy Imrea 1852. (Navodno)

## Vanjske poveznice
- Jože Vugrinec: Prekmurski slovenski protestantski pisci 18. in 19. stoletja in nahajališča njihovih najpomembnejših del  Arhivirana inačica izvorne stranice od 31. prosinca 2008. (Wayback Machine)
- Anton Trstenjak: Slovenci na Ogrskem, Narodnapisna in književna črtica, Objava arhivskih virov, Maribor 2006. ISBN 961-6507-09-5